# Jeda
Jedaias Capucho Neves, noto come Jeda (Santarém, 15 aprile 1979), è un calciatore brasiliano con cittadinanza italiana, attaccante e capitano della Zeta Milano.

## Biografia
Nel 2009 ha ricevuto la cittadinanza italiana per matrimonio.

## Caratteristiche tecniche
Può giocare come seconda punta, esterno di attacco o trequartista.
Dotato di una tecnica sopraffina, è fondamentale in fase di raccordo dove riesce perfettamente a legare il gioco fra centrocampo e attacco. Durante il suo periodo nel dilettantismo con la Zeta Milano ha dimostrato di sapersela cavare egregiamente anche come prima punta, dimostrando anche un grande carisma. È inoltre un eccellente rigorista.

## Carriera

### Giocatore

#### Gli inizi
Inizia la carriera nel campionato brasiliano con l'União São João, con cui disputa 12 partite e realizza 6 reti nella stagione 2000.

#### Arrivo in Italia
Dopo aver preso parte al Torneo di Viareggio con la formazione brasiliana del Campinas, viene ingaggiato dal Vicenza insieme al connazionale André Leone, con lo status di giocatore comunitario grazie a un passaporto portoghese. Debutta in Serie A in stagione 2000-2001 il 23 dicembre 2000, in Reggina-Vicenza (1-0), e conclude il campionato con 11 presenze e una rete, segnata il 22 aprile 2001 in Lazio-Vicenza (2-1).
A giugno viene squalificato in primo grado dalla Commissione Disciplinare della Lega Calcio per un anno, fino al 30 giugno 2002, in relazione all'inchiesta sui passaporti falsi che coinvolge quattordici calciatori stranieri appartenenti a varie squadre, oltre alle rispettive società e ad alcuni dirigenti. La squalifica, così come quelle degli altri calciatori coinvolti, viene successivamente ridotta dalla Camera di conciliazione del CONI, permettendogli di tornare in campo nel mese di novembre.

#### Le parentesi in Serie B
Dopo il rientro, sotto la guida del nuovo tecnico Eugenio Fascetti, trova poco spazio con i veneti, scesi nel frattempo in Serie B. Da novembre a gennaio colleziona tre presenze, quindi nel mercato invernale viene ceduto in prestito sempre nel campionato cadetto, questa volta al Siena, dove con 4 reti in 15 presenze contribuisce al raggiungimento di una difficile salvezza.
Ritornato a Vicenza nell'estate del 2002, diventa titolare della squadra berica, segnando 8 gol in 35 partite giocate. La stagione successiva diventa uno dei leader, in una squadra di giovanissimi calciatori, molti dei quali alla prima apparizioni nel campionato cadetto, e nel girone d'andata con 6 gol in 23 partite riesce a mantenere i biancorossi distanti dalle zone calde della classifica.
Il 20 gennaio 2004 passa in compartecipazione al Palermo, impegnato nella lotta per la promozione in Serie A e trascinato dai gol del futuro capocannoniere Luca Toni. Jeda alterna presenze da titolare ad altre dalla panchina, contribuendo con 3 reti in 17 partite al primo posto finale in classifica che vale ai siciliani la promozione nella massima serie.
Nella stagione 2004-2005 si trasferisce al Piacenza, nell'ambito dell'operazione che porta Andrea Barzagli al Palermo. Con il club emiliano colleziona 18 presenze e 3 reti, prima di passare al Catania, con cui chiude la stagione segnando 6 gol in 19 partite.
Nell'estate 2005 il Crotone rileva la metà del suo cartellino in comproprietà con il Vicenza. Sotto la guida del tecnico Gian Piero Gasperini, l'attaccante brasiliano disputa tutte le 42 partite di campionato risultando il miglior marcatore della squadra con 15 reti, che contribuiscono al raggiungimento del nono posto finale in classifica.
Nel luglio del 2006 viene acquistato a titolo definitivo dal Rimini, con cui firma un contratto quadriennale. Gioca titolare in gran parte delle partite in un reparto offensivo che includeva anche Moscardelli e Matri oltre al fantasista Ricchiuti. Con 13 gol in 39 presenze, Jeda è il miglior realizzatore dei biancorossi, che sognano invano la promozione in Serie A, sfumata a favore delle tre corazzate Juventus, Napoli e Genoa. Nel campionato successivo, prima di essere ceduto nel mercato invernale, risulta ancora più prolifico in rapporto alle presenze: segna infatti 11 reti in 19 partite.

#### Ritorno in Serie A
Nel gennaio 2008 viene acquistato dal Cagliari del nuovo allenatore Davide Ballardini, squadra che in quel momento occupava l'ultimo posto nella Serie A 2007-2008, ma che a fine stagione riesce a centrare la salvezza con una giornata di anticipo. Dopo aver realizzato 3 gol in 17 presenze nella restante parte del campionato, nella stagione 2008-2009 mette a segno 11 reti in 34 partite, risultando uno dei protagonisti del sorprendente Cagliari allenato da Massimiliano Allegri, che concluse il torneo al 9º posto in Serie A nonostante un inizio molto difficile a livello di squadra. Nel 2009-2010, allenato ancora da Allegri, forma un attacco a rotazione con Matri, Larrivey e Nenê, segnando 8 reti in 32 presenze.
Il 31 agosto 2010, nell'ultimo giorno di calciomercato, passa a titolo definitivo al Lecce, neopromosso in Serie A, per una cifra di circa un milione di euro.
Esordisce in maglia giallorossa il 22 settembre 2010, alla quarta giornata di campionato, nel pareggio casalingo per 1-1 contro il Parma, realizzando il gol che sblocca la partita.
Chiude la stagione con 25 presenze e 4 reti in campionato, tra cui quella che sblocca il risultato nel derby vinto per 0-2 sul campo del Bari, gara in cui propizia anche l'autorete del raddoppio, firmando una vittoria che consente ai salentini di ottenere la salvezza matematica con una giornata di anticipo.
Il 17 agosto 2011 si trasferisce al neopromosso Novara in prestito con diritto di riscatto. Esordisce in maglia azzurra il 21 agosto in Novara-Triestina (4-0) del terzo turno di Coppa Italia, entrando al 57' al posto di Pablo Granoche. Il primo gol arriva il 2 ottobre in Novara-Catania (3-3) della sesta giornata di campionato. Chiude la stagione con 23 presenze e 3 reti in un campionato concluso dai piemontesi con la retrocessione.

#### Ultimi anni di carriera
Nell'estate 2012 il Novara non riscatta il giocatore, che fa ritorno al Lecce, nel frattempo retrocesso in Lega Pro Prima Divisione per illecito sportivo. Impiegato da Franco Lerda nel ruolo di prima punta nel 4-2-3-1, si infortuna a settembre e resta fuori squadra per due mesi, sostituito da Salvatore Foti. Torna nell'undici iniziale in Carpi-Lecce (1-0), chiudendo la stagione con 5 reti in 26 partite. Al termine del campionato rescinde il contratto con i salentini.
Il 22 luglio seguente prende parte al ritiro AIC per calciatori svincolati a Coverciano.
Il 23 agosto firma con la Pergolettese, neopromossa in Lega Pro Seconda Divisione. Realizza il primo gol in maglia gialloblù il 15 settembre 2013 su rigore contro il Real Vicenza.
Il 30 settembre 2013 viene deferito per irregolarità nel trasferimento dal Lecce al Novara, legata a un conflitto di interessi tra i rappresentanti delle parti: il 21 novembre successivo è squalificato per un mese e dieci giorni, con ammenda di 8 000 euro.
Il 5 agosto 2014 firma con l'Acqui, neopromossa in Serie D. Il 18 dicembre si trasferisce alla Nuorese, sempre in Serie D, e segna una doppietta all'esordio il 20 dicembre contro il Selargius.
Il 21 agosto 2015 passa al Potenza firmando il contratto in un bar. Dopo 13 partite e 3 gol tra campionato e coppa, nel dicembre 2015 si trasferisce al Casarano, in Eccellenza pugliese.
Il 25 giugno 2016 viene tesserato dal Seregno. Per la stagione 2017-18 scende di categoria e si accasa alla Vimercatese Oreno, nel campionato di Eccellenza Lombardia. Disputa una stagione e poi intraprende la carriera da allenatore proprio alla Vimercatese, esperienza che si conclude con l'esonero. Nella stagione successiva torna in campo nel campionato di Promozione con il Muggiò prima di ritirarsi.

#### Ritorno al calcio giocato
Nel febbraio 2024 torna in campo in un campionato ufficiale con l'ingaggio da parte del Riccione Calcio 1926, squadra militante nel girone H emiliano-romagnolo di Prima Categoria.
Il 30 maggio 2024 viene annunciato il suo trasferimento alla FC Zeta Milano, società di Terza Categoria nata dall'iniziativa del content creator Antonio Pellegrino, noto come Zw Jackson. Nel 2025 vince il campionato di Terza Categoria guidando la FC Zeta Milano come ambasciatore e concludendo in prima posizione solitaria, trionfando anche nella coppa regionale lombarda. Il brasiliano, partito con delle difficoltà a causa di uno stiramento alla coscia, si rivela un punto di riferimento fondamentale per la squadra grazie alle sue capacità tecniche e al suo carisma rendendosi trascinatore assoluto del team con 19 reti complessive tra campionato e coppa lombarda.

### Allenatore
Dopo aver guidato per un breve periodo la Vimercatese in Eccellenza nel 2018, il 30 giugno 2022 viene chiamato ad allenare l’Under-17 del Lecco.

## Statistiche

### Presenze e reti nei club
Statistiche aggiornate al 25 Giugno 2022.
| Stagione        | Squadra           | Campionato      | Campionato | Campionato | Coppe nazionali | Coppe nazionali | Coppe nazionali | Coppe continentali | Coppe continentali | Coppe continentali | Totale | Totale |
| Stagione        | Squadra           | Comp            | Pres       | Reti       | Comp            | Pres            | Reti            | Comp               | Pres               | Reti               | Pres   | Reti   |
| --------------- | ----------------- | --------------- | ---------- | ---------- | --------------- | --------------- | --------------- | ------------------ | ------------------ | ------------------ | ------ | ------ |
| 2000            | União São João    | A               | 12         | 6          | -               | -               | -               | -                  | -                  | -                  | 12     | 6      |
| 2000-2001       | Vicenza           | A               | 11         | 1          | CI              | 0               | 0               | -                  | -                  | -                  | 11     | 1      |
| 2001-gen. 2002  | Vicenza           | B               | 3          | 0          | CI              | 0               | 0               | -                  | -                  | -                  | 3      | 0      |
| gen.-giu. 2002  | Siena             | B               | 15         | 4          | CI              | -               | -               | -                  | -                  | -                  | 15     | 4      |
| 2002-2003       | Vicenza           | B               | 35         | 7          | CI              | 8               | 3               | -                  | -                  | -                  | 43     | 10     |
| 2003-gen. 2004  | Vicenza           | B               | 23         | 6          | CI              | 1               | 0               | -                  | -                  | -                  | 24     | 7      |
| Totale Vicenza  | Totale Vicenza    | Totale Vicenza  | 72         | 14         |                 | 9               | 3               |                    | -                  | -                  | 81     | 17     |
| gen.-giu. 2004  | Palermo           | B               | 17         | 3          | CI              | -               | -               | -                  | -                  | -                  | 17     | 3      |
| 2004-gen. 2005  | Piacenza          | B               | 18         | 3          | CI              | 3               | 0               | -                  | -                  | -                  | 21     | 3      |
| gen.-giu. 2005  | Catania           | B               | 19         | 6          | CI              | -               | -               | -                  | -                  | -                  | 19     | 6      |
| 2005-2006       | Crotone           | B               | 42         | 15         | CI              | 0               | 0               | -                  | -                  | -                  | 42     | 15     |
| 2006-2007       | Rimini            | B               | 39         | 13         | CI              | 2               | 1               | -                  | -                  | -                  | 41     | 14     |
| 2007-gen. 2008  | Rimini            | B               | 19         | 11         | CI              | 3               | 3               | -                  | -                  | -                  | 22     | 14     |
| Totale Rimini   | Totale Rimini     | Totale Rimini   | 58         | 24         |                 | 5               | 4               |                    | -                  | -                  | 63     | 28     |
| gen.-giu. 2008  | Cagliari          | A               | 20         | 3          | CI              | -               | -               | -                  | -                  | -                  | 20     | 3      |
| 2008-2009       | Cagliari          | A               | 34         | 11         | CI              | 2               | 0               | -                  | -                  | -                  | 36     | 11     |
| 2009-2010       | Cagliari          | A               | 32         | 8          | CI              | 1               | 0               | -                  | -                  | -                  | 33     | 8      |
| Totale Cagliari | Totale Cagliari   | Totale Cagliari | 86         | 22         |                 | 3               | 0               |                    | -                  | -                  | 89     | 21     |
| 2010-2011       | Lecce             | A               | 25         | 4          | CI              | 1               | 0               | -                  | -                  | -                  | 26     | 4      |
| 2011-2012       | Novara            | A               | 24         | 3          | CI              | 2               | 0               | -                  | -                  | -                  | 26     | 3      |
| 2012-2013       | Lecce             | 1D              | 26+2       | 5          | CI+CI-LP        | 2+1             | 2+0             | -                  | -                  | -                  | 31     | 7      |
| Totale Lecce    | Totale Lecce      | Totale Lecce    | 51+2       | 9          |                 | 4               | 2               |                    | -                  | -                  | 57     | 11     |
| 2013-2014       | Pergolettese      | 2D              | 26         | 3          | CI-LP           | 1               | 0               | -                  | -                  | -                  | 27     | 3      |
| ago.-dic. 2014  | Acqui             | D               | 14         | 3          | CI-D            | 0               | 0               | -                  | -                  | -                  | 14     | 3      |
| dic. 2014-2015  | Nuorese           | D               | 15         | 5          | CI-D            | -               | -               | -                  | -                  | -                  | 15     | 5      |
| ago.-dic. 2015  | Potenza           | D               | 12         | 3          | CI+CI-D         | 0+1             | 0+0             | -                  | -                  | -                  | 13     | 3      |
| dic. 2015-2016  | Casarano          | Ecc.            | 11         | 8          | -               | -               | -               | -                  | -                  | -                  | 11     | 8      |
| 2016-2017       | Seregno           | D               | 21         | 2          | CI              | 2               | 0               | -                  | -                  | -                  | 23     | 2      |
| 2017-2018       | Vimercatese Oreno | Ecc.            | 26         | 8          | CI-DL           | 0               | 0               | -                  | -                  | -                  | 26     | 8      |
| 2019-2020       | Muggiò            | Prom.           | 8          | 4          | CI-DL           | 0               | 0               | -                  | -                  | -                  | 8      | 4      |
| feb.-giu. 2024  | Riccione          | 1ªCat.          | 1          | 0          | -               | -               | -               | -                  | -                  | -                  | 0      | 0      |
| lug.2024-       | Zeta Milano       | 3ªCat.          | 23         | 16         | CL-DL           | 4+6             | 0+3             |                    | -                  | -                  | 33     | 19     |
| Totale carriera | Totale carriera   | Totale carriera | 561+2      | 154        |                 | 34              | 10              |                    | -                  | -                  | 597    | 164    |

## Palmarès

### Giocatore

#### Competizioni nazionali
- Campionato italiano di Serie B: 1

Palermo: 2003-2004

#### Competizioni regionali
- Coppa Lombardia Terza Categoria: 1

Zeta Milano: 2024-2025

#### Competizioni provinciali
- Terza Categoria Milano: 1

Zeta Milano: 2024-2025 (girone C)